# Качка-пароплав фолклендська
Качка-пароплав фолклендська (Tachyeres brachypterus) — вид гусеподібних птахів родини качкових (Anatidae). Ендемік Фолклендських Островів.

## Опис

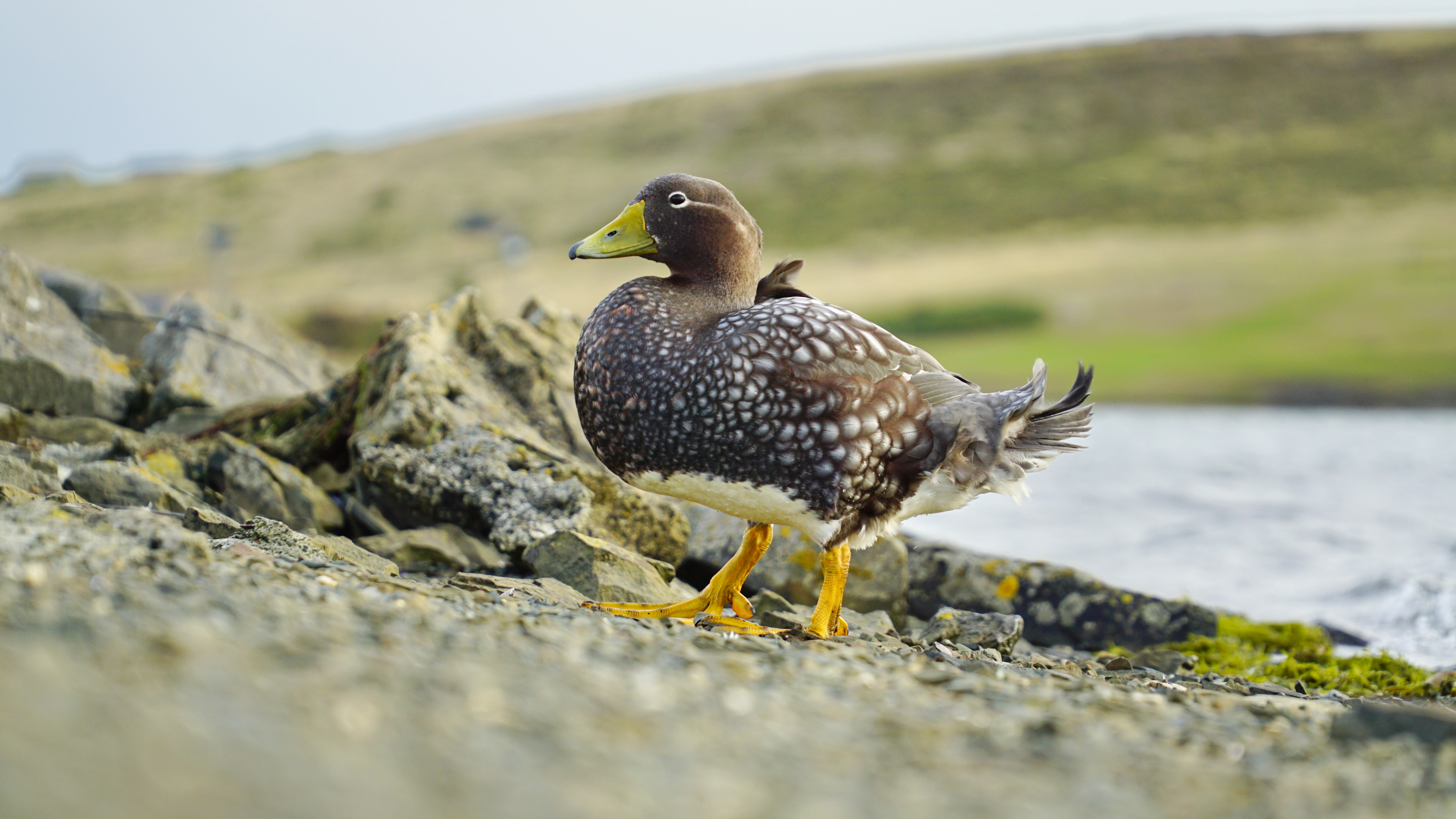
Фолклендська качка-пароплав

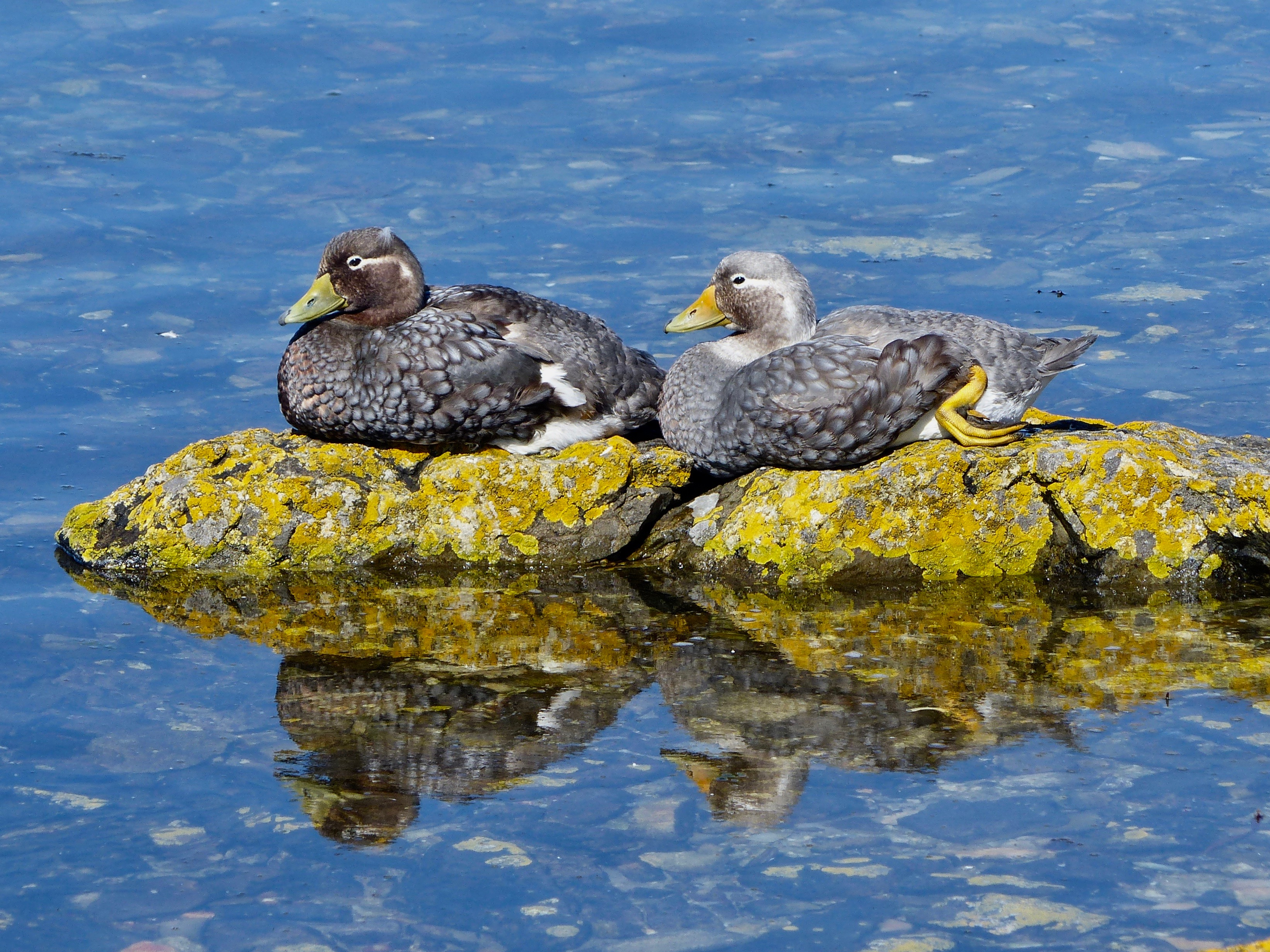
Пара фолклендських качок-пароплавів

Довжина птаха становить 61-74 см, розмах крил 84-94 см, самці важать 3,3-4,8 кг, самиці 2,9-4,2 кг. Самці мають переважно коричнювато-сіре забарвлення, голова у них світліша, світло-сірувата. Другорядні махові пера білі. Хвіст короткий, коричнювато-сірий. Дзьоб оранжевий з чорним кінчиком. Очі карі, навколо очей білі кільця, за очима вони переходять у білі смуги. Лапи жовтувато-оранжеві. Самиці мають більш темне забарвлення, голова і шия у них коричнюваті, дзьоб оливково-зелений. Забарвлення молодих птахів є подібне до забарвлення самиць,однак  білі смуги за очима у них слабо виражені, а лапи світліші.
Фолклендські качки-пароплави є нелітаючими птахами, оскількі крила у них надто малі, щоб птахи мали можливість до функціонального польоту. Натомість крила використовуються як весла, дозволяючи качкам швидко ковзати по поверхні води.

## Поширення і екологія
Фолклендські качки-пароплави є ендеміками Фолклендських Островів в південній частині Атлантичного океану. Вони живуть на скелястих морських узбережжях і галькових пляжах, переважно на прибережних острівцях і в захищених бухтах, однак трапляються і на берегах прісноводних озер, на відстані до 400 м від узбережжя. Зазвичай птахи зустрічаються невеликими сімейними зграйками, однак іноді вони можуть утворювати зграї до 300 птахів.
Фолклендські качки-пароплави живляться переважно молюсками, іноді також ракоподібними. Вони шукають їжу на мілководді, пірнаючи у воду. Сезон розмноження у фолклендських качок-пароплавів триває переважно з середини вересня до кінця грудня, однак окремі птахи можуть гніздитися протягом всього року. Під час сезону розмноження птахи демонструють територіальну поведінку, агресивно нападають на інших птахів. використовуючи ороговілі шпори на крилах. Гніздо розміщується у високій траві, серед викинутих на берег водоростей, серед валунів, іноді у покинутих норах магеланських пінгвінів. В кладці від 4 до 12 яєць. Інкубаційний період триває 34 дні, насиджують самиці, а самці охоронють їх. Щодня самиці покривають яйця рослинним матеріалом і покидають гнздо на 15-30 днів щоб викупатися и привести себе в порядок.
При народження пташенята важать 83 г, покриті коричнювато-білим пухом, на голові з боків у них є характерні білі плями. Вони покидають гніздо через 12 годин після вилуплення і покриваються пір'ям через 12 тижнів після вилуплення. Птахи набувають статевої зрілості у віці 14-24 місяців. В неволі фолклендські качки-пароплави живуть до 20 років.

## Збереження
МСОП класифікує цей вид як такий, що не потребує особливих заходів зі збереження. За оцінками дослідників, популяція фолклендських качок-пароплавів становить приблизно 32 тисячі птахів. Їм може загрожувати хижацтво з боку інтродукованих щурів, а також розливи нафти.